# 長岡市立山古志中学校
長岡市立山古志中学校（ながおかしりつ やまこしちゅうがっこう）は、新潟県長岡市山古志竹沢に所在する市立中学校。

## 概要
1992年に開校。山古志小学校が併設されており、小中学校合同で運動会・文化祭が開催されている。全校生徒数38名（1年9名・2年14名・3年15名、2008年度）。

## 沿革
- 1992年4月1日 - 山古志中学校・種苧原中学校を統合、山古志村立山古志中学校として開校。旧山古志中学校校舎を使用。
- 1992年4月6日 - 校旗樹立。
- 1992年11月 - コンピュータ室開設。
- 1994年1月30日 - 第9回新潟県選抜バレーボール大会男子優勝。
- 1994年3月10日 - 卒業生寄贈による校名板設置。
- 1994年7月26日 - 男子バレー新潟県大会準優勝、北信越大会2回戦進出。
- 2002年7月 - 男子バレー新潟県大会3位、北信越大会出場。
- 2002年11月10日 - 創立10周年記念式典挙行。
- 2003年7月 - バドミントン女子団体新潟県大会準優勝、北信越大会出場。
- 2003年10月5日 - 第1回山古志小中合同運動会開催。
- 2004年7月 - 校舎大規模改修開始。
- 2004年10月23日 - 午後5時56分新潟県中越地震発生、山古志では震度6強を記録し、家屋損壊や大規模な土砂崩れにより道路が寸断。本校も甚大な被害を受ける。
- 2004年11月8日 - 長岡市立南中学校で学校再開。
- 2004年12月 - 避難所から仮設住宅（青葉台地区）へ移転。南中学校への通学はスクールバスを使用。
- 2005年4月1日 - 長岡市への編入合併に伴現校名に改称。
- 2005年10月29日 - 山古志小・中学校建設安全祈願祭開催。
- 2006年10月30日 - 山古志地区に於いて学校再開、小・中併設校へ移行。仮設住宅残留の生徒の通学はスクールバスを使用。
- 2007年3月5日 - 玄関前に錦鯉用の水槽開設、当時の小中学校人数合計の108匹を飼育。
- 2007年3月6日 - 第15回卒業式挙行。
- 2007年11月 - 全生徒の山古志各地区からの通学開始。

## 通学区域
#外部リンクを参照。

### 進学前小学校
- 長岡市立山古志小学校

## 著名な出身者
- 長島忠美（政治家・衆議院議員、元山古志村長）